# Akce Albrecht I.

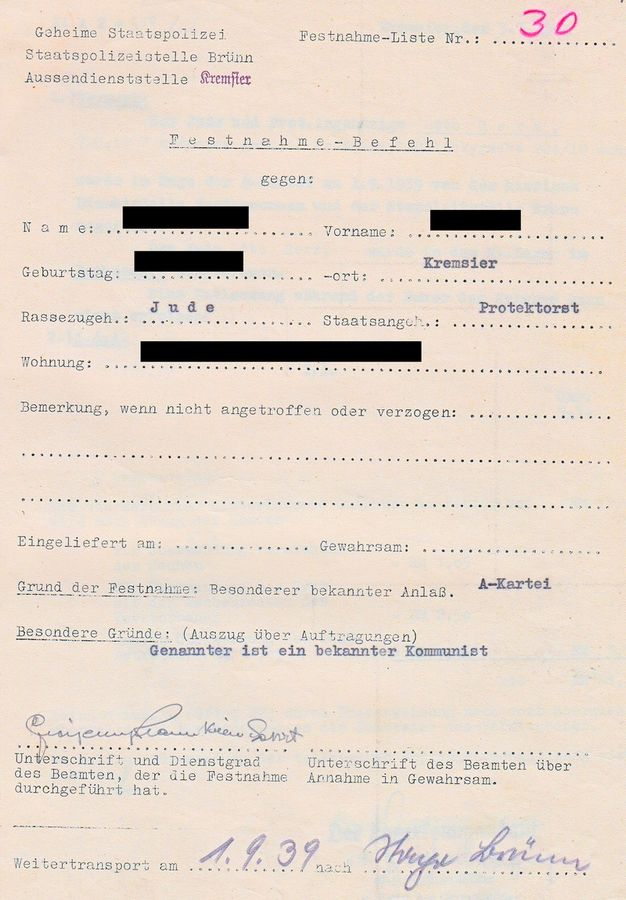
Příkaz gestapa k zatčení osoby vedené v Kartotéce "A"

Akce Albrecht I. (německy Aktion Albrecht der Erste), též Zvláštní akce A (německy: Sonderaktion "A") nebo jen Akce A byla preventivní zatýkací akce gestapa v Protektorátu Čechy a Morava na počátku války proti Polsku v září 1939. Zatčeno a uvězněno bylo nejméně 1 247 představitelů českého národa.

## Název akce
Název akce byl odvozen od gestapácké kartotéky A (A-Kartei), která se dělila na tři části. Část A I obsahovala seznam nejdůležitějších osob a funkcionářů, kteří měli být zatčeni ihned během příprav mobilizace; osoby uvedené v části A II měly být zatčeny později po vypuknutí války; v části A III byly osoby, které nepředstavovaly aktuální hrozbu, ale mohly být nebezpečné v době krize.  Z toho důvodu se název zřejmě nevztahoval ke konkrétní historické osobnosti. Ale existuje i názor, že akce je pojmenovaná po Albrechtu I. Medvědovi, který táhl proti Slovanům.

## Průběh akce
Samotná akce, připravovaná již od června, započala 1. září 1939 na území Protektorátu Čechy a Morava (souběžně však probíhala i na říšských územích) a probíhala celé září. Spojená byla bezprostředně s německým vpádem do Polska. Důvodem k zatýkání byla obava, že po vypuknutí války se osoby vedené na seznamu podezřelých stanou (nebo už dokonce jsou) vůdci protinacistického odboje a současně mělo zatýkání posloužit k zastrašení ostatního českého obyvatelstva. Německé zpravodajské služby braly též v úvahu možnost vypuknutí ozbrojeného povstání na území protektorátu. Na rozdíl od předcházející zatýkací akce, Akce Mříže, nebyly o Akci Albrecht I. informovány protektorátní úřady. Česká policie a četnictvo do akce nebyly zapojeny.
Zatýkáním byly zasaženy všechny složky národního života: bývalí legionáři a příslušníci Československé armády, příslušníci levicových stran (sociální demokrati a komunisté), osobnosti kulturního a náboženského života či členové Sokola a samozřejmě Židé. Zatýkáni byli ale i příslušníci protektorátních institucí jako Národního souručenství či Vládního vojska, neboť na přípravě seznamů se podíleli kolaboranté z Vlajky a dalších fašistických organizací, kteří tak využili příležitosti k likvidaci svých politických odpůrců. 
Zatčení byli umisťováni do místních věznic či izolovaných budov. Malý počet zatčených (uvádí se 110 až 160 osob), především staří a nemocní, byli vzápětí propuštěni na svobodu. Ostatní byli převáženi do koncentračního tábora Dachau odkud byli po dalších třech týdnech někteří transportováni do koncentračního tábora Buchenwald. Zde byli drženi jako tzv. rukojmí. Zároveň jim byl přiznán výlučný status tzv. zvláštních vězňů (někdy uváděný jako čestní vězňové) což ovšem v nepříznivých podmínkách koncentračních táborů nemělo žádný význam. Přibližně polovina ze zadržených byla v průběhu války propuštěna, zbytek setrval v internaci do konce války.

## Reakce protektorátních úřadů
Na pomoc postiženým přijala protektorátní vláda některá opatření. Rodinám státních úředníků byl nadále vyplácen služební plat, rodiny ostatních zatčených měly dostávat příspěvky z veřejných prostředků.
Až na některé dílčí pokusy se protektorátní vláda nepokusila o jednotnou intervenci u německých úřadů za propuštění zadržených. Protože o akci byl prostřednictvím domácího odboje informován odboj zahraniční, který proti svévolnému zatýkání vystoupil, požadovaly německé okupační úřady po protektorátní reprezentaci veřejné prohlášení proti zahraničnímu odboji. To státní prezident Emil Hácha a ministerský předseda Alois Eliáš zpočátku odmítali. Nakonec se ale podvolili německému tlaku a za příslib propuštění některých osob vydali 8. září provolání, ve kterém činnost československého zahraničního odboje odsoudili.

## Počty zatčených
Protože na rozdíl od Akce Mříže německá okupační správa o Akci Albrecht I. neinformovala protektorátní úřady byla pro ně evidence zatčených a internovaných osob značně problematická. Údaje se rozcházely jak mezi českými a německými úřady (zjištěnými při výsleších Němců po osvobození) tak i mezi samotnými českými úřady v protektorátu. Předsednictvo ministerské rady uvádělo 964 zatčených, ministerstvo vnitra ke konci září uvádělo 1 247 zatčených (přičemž seznamy nebyly pokládány za úplné a některé odhady hovořily až o dvojnásobném počtu zatčených, některé dokonce o troj- až čtyřnásobku počtu zatčených), následně propuštěno bylo dle předsednictva ministerské rady 114 osob, dle ministerstva vnitra 164 osob, ve vazbě dle předsednictva ministerské rady zůstalo 848 osob, dle ministerstva vnitra 1083 osob. 1 osoba zemřela ve vazbě, 1 osobě bylo nařízeno zdržovat se doma (tzv. konfinace). Dalším důvodem pro rozpory v počtech zatčených byl fakt, že nebylo oznámeno datum ukončení celé akce a nebylo tudíž jasné, které zatýkání bylo do samotné akce zahrnuto.
Do koncentračního tábora Buchenwald bylo v závěrečné fázi převezeno 693 osob, z čehož bylo v průběhu války 350 osob propuštěno a 43 jich pobyt v koncentračním táboře nepřežilo.

### Významné osobnosti mezi zadrženými
- Petr Zenkl
- Josef Čapek
- Emil Filla
- Josef Plojhar
- Ferdinand Peroutka
- Lev Sychrava
- Antonín Hampl
- Maxmilián Kolaja
- Robert Klein